# Zbrodnia w Markowej (1944)
Zbrodnia w Markowej (1944) – mord na szesnastu osobach narodowości polskiej i żydowskiej dokonany przez okupantów niemieckich we wsi Markowa pod Łańcutem.
Prawdopodobnie pod koniec 1942 roku Józef i Wiktoria Ulmowie z Markowej przyjęli pod swój dach dwie żydowskie rodziny z Łańcuta i Markowej. Najprawdopodobniej na skutek donosu złożonego przez granatowego policjanta Włodzimierza Lesia kryjówka została odkryta przez Niemców. 24 marca 1944 roku żandarmi z posterunku w Łańcucie zamordowali Józefa i Wiktorię (będącą w zaawansowanej ciąży) oraz szóstkę ich dzieci, z których najstarsze liczyło 8 lat, a najmłodsze półtora roku. Zginęło także ośmioro ukrywanych Żydów, w tym dwie kobiety i dziecko.
Zbrodnia w Markowej stała się symbolem martyrologii Polaków mordowanych za niesienie pomocy Żydom.

## Preludium

### Zagłada Żydów w Markowej
Przed II wojną światową w Markowej pod Łańcutem mieszkało blisko 30 żydowskich rodzin (ok. 120 osób). Po rozpoczęciu niemieckiej okupacji wieś znalazła się w granicach powiatu jarosławskiego w Generalnym Gubernatorstwie.
Pod koniec lipca lub na początku sierpnia 1942 roku powiat jarosławski został objęty akcją „Reinhardt”. Miejscowych Żydów zaczęto gromadzić w obozie przejściowym w Pełkiniach, skąd następnie byli wywożeni do obozu zagłady w Bełżcu lub na egzekucje do lasów pod Wólką Pełkińską. Mieszkańców niektórych wsi i osad mordowano na miejscu.
Tylko nieliczni Żydzi z Markowej, prawdopodobnie nie więcej jak 6–8 osób, posłuchali wezwania władz niemieckich i zgłosili się na rzekome „przesiedlenie”. Pozostali, w liczbie około kilkudziesięciu, zaczęli się ukrywać. Niektórzy znaleźli schronienie u polskich rodzin. Inni ukrywali się w budynkach gospodarczych bez wiedzy ich właścicieli lub koczowali w okolicznych lasach i na polach. Uciekinierów tropili niemieccy żandarmi i polscy granatowi policjanci, którzy schwytanych Żydów zabijali na miejscu.
Największa obława na Żydów ukrywających się w Markowej miała miejsce 13 grudnia 1942 roku. Zarządził ją sołtys Andrzej Kud na polecenie władz niemieckich. W obławie wzięli udział członkowie miejscowej straży pożarnej i straży wiejskiej, być może wsparci przez funkcjonariuszy granatowej policji i zwykłych mieszkańców wsi. Ujęto wtedy od kilkunastu do dwudziestu pięciu żydowskich mężczyzn, kobiet i dzieci. Noc z 13 na 14 grudnia ofiary spędziły w areszcie gminnym. Następnego dnia z Łańcuta przybyli funkcjonariusze niemieckiej żandarmerii, którzy rozstrzelali wszystkich Żydów na dawnym okopie, wykorzystywanym również jako grzebowisko zwierząt. Według Jakuba Einhorna – Żyda z Markowej, któremu udało się przeżyć niemiecką okupację – Polacy uczestniczący w obławie wykazywali się znaczną gorliwością, a wręcz brutalnością. Żydzi przetrzymywani w areszcie mieli paść ofiarą tortur; zostali także obrabowani. Pewna młoda Żydówka miała zostać wielokrotnie zgwałcona. Wiarygodność relacji Einhorna jest jednak kwestionowana.

### Pomoc Żydom udzielana przez rodzinę Ulmów

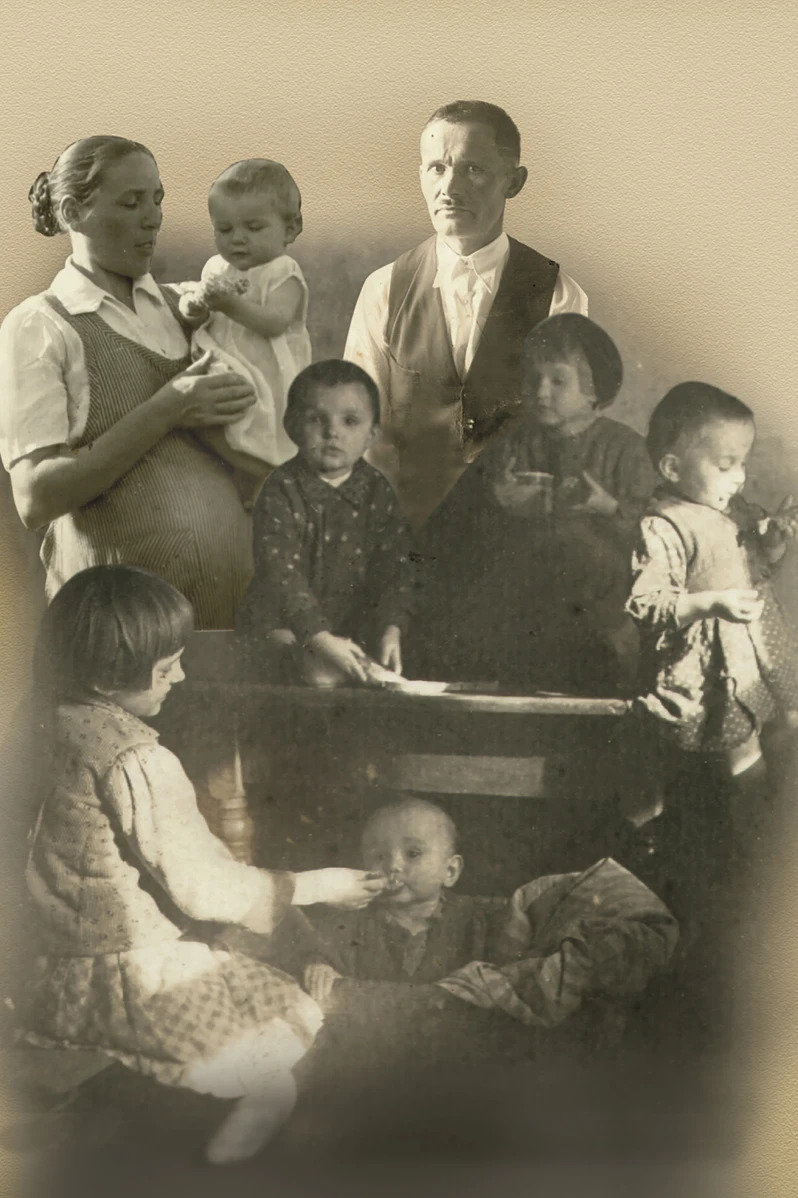
Rodzina Ulmów (ok. 1944)

Wśród mieszkańców Markowej, którzy zaangażowali się w niesienie pomocy Żydom, było małżeństwo rolników: Józef i Wiktoria Ulmowie. Józef był osobą aktywną społecznie, członkiem Katolickiego Stowarzyszenia Młodzieży i Związku Młodzieży Wiejskiej RP „Wici”. W okolicy znana była jego pasja do ogrodnictwa, pszczelarstwa, introligatorstwa i fotografii. Mimo iż obarczony był liczną rodziną oraz uzyskiwał skromne dochody, wraz z żoną przyjął pod swój dach dwie żydowskie rodziny, liczące łącznie osiem osób. Nastąpiło to prawdopodobnie pod koniec 1942 roku. Ukrywanymi przez Ulmów uciekinierami byli: 
- Saul Goldman, około 60-letni handlarz bydłem z Łańcuta, wraz ze swoimi czterema synami: Baruchem, Mechelem, Joachimem, Mojżeszem. W okolicy rodzinę tę zwano powszechnie „Szallami”;
- Gołda (Genia) Grünfeld oraz Lea Didner wraz z małą córeczką o imieniu Reszla. Były to zamężne córki Chaima[c] i Estery Goldmanów z Markowej.

Ulma pomógł także żydowskiej rodzinie Tencerów (Trinczerów) wybudować ziemiankę w pobliskim jarze. W kryjówce tej znalazła schronienie Rywka Tencer (Trinczer) oraz jej dwie córki i wnuczka. Ulma zaopatrywał także uciekinierki w żywność. Leśna kryjówka została jednak odkryta w czasie obławy 13 grudnia 1942 roku, a wszystkie cztery Żydówki zostały następnego dnia zamordowane przez niemieckich żandarmów.
Dwie żydowskie rodziny ukrywały się w gospodarstwie Ulmów do wiosny 1944 roku. Nie podejmowano przy tym szczególnych środków ostrożności. Żydzi mieszkali na poddaszu domu i czasem pomagali gospodarzom w codziennych pracach, m.in. przy garbowaniu skór. Do kryjówki na strychu udawali się nocą lub w chwilach zagrożenia. W ukrywaniu Żydów wspierał Ulmów najbliższy przyjaciel Józefa, Antoni Szpytma.
Wedle wszelkiego prawdopodobieństwa Niemcy wpadli na trop uciekinierów na skutek donosu złożonego przez Włodzimierza Lesia. Był on posterunkowym granatowej policji w Łańcucie. Jako że był wyznania greckokatolickiego i pochodził z uznawanej za „rusińską” wsi Biała pod Rzeszowem, w wielu źródłach określa się go mianem Ukraińca. Przed wojną Leś utrzymywał kontakty z rodziną Goldmanów/„Szallów”. W początkowym okresie okupacji zgodził się udzielić im schronienia w zamian za przekazanie części ich majątku. Gdy Niemcy zaostrzyli represje za ukrywanie Żydów, odmówił dalszej pomocy oraz zagarnął majątek, który pozostawili pod jego opieką. „Szallowie” ukryli się wtedy na gospodarstwie Ulmów, jednak nadal domagali się od policjanta zwrotu swojej własności. Prawdopodobnie pragnąc pozbyć się prawowitych właścicieli zagarniętego majątku, Leś wydał „Szallów” oraz ukrywającą ich polską rodzinę w ręce niemieckiej żandarmerii. Wcześniej udał się do Ulmów pod pretekstem prośby o zrobienie mu zdjęcia. Upewnił się wtedy, że w ich domu ukrywają się „Szallowie”.

## Przebieg masakry
23 marca 1944 roku z posterunku żandarmerii w Łańcucie wyszło polecenie, aby czterech woźniców z końmi i furami stawiło się w magistrackiej stajni i tam oczekiwało na dalsze instrukcje. W myśl niemieckich rozkazów każdy furman miał przyjechać z innej wsi, przy czym żaden nie mógł pochodzić z Markowej. 24 marca około godziny 1:00 w nocy furmanom rozkazano podjechać pod posterunek i zawieźć do Markowej grupę niemieckich żandarmów i granatowych policjantów. Ekspedycją dowodził osobiście komendant łańcuckiej żandarmerii por. Eilert Dieken. Towarzyszyło mu czterech innych Niemców: Josef Kokott (volksdeutsch z Czechosłowacji), Michael Dziewulski, Gustaw Unbehend, Erich Wilde (volksdeutsch z Lubelszczyzny). W akcji wzięło także udział 4–6 funkcjonariuszy polskiej granatowej policji. Udało się ustalić nazwiska dwóch policjantów: Eustachy Kolman i Włodzimierz Leś.
Tuż przed świtem furmanki dotarły do Markowej. Niemcy polecili woźnicom pozostać na uboczu, po czym wraz z granatowymi policjantami udali się do gospodarstwa Ulmów. Pozostawiwszy policjantów jako obstawę, niemieccy żandarmi wdarli się do domu i rozpoczęli masakrę. Jeszcze podczas snu zastrzelono dwóch braci „Szallów” i Gołdę Grünfeld. Niemcy polecili następnie sprowadzić polskich furmanów, aby dla postrachu stali się świadkami egzekucji. Na ich oczach zastrzelono pozostałych braci „Szallów” oraz Leę Didner z dzieckiem. Jako ostatni z Żydów zginął 70-letni ojciec „Szallów”. Następnie przed dom wyprowadzono Józefa Ulmę oraz jego żonę Wiktorię, będącą wtedy w zaawansowanej ciąży. Oboje małżonków zastrzelono na oczach dzieci. Świadek ekshumacji zeznał później, że po wykopaniu zwłok Wiktorii dostrzegł główkę i piersi noworodka wystające z jej narządów rodnych.
Po zamordowaniu Ulmów Niemcy zaczęli się zastanawiać, co uczynić z sześciorgiem ich dzieci. Po krótkiej naradzie Dieken polecił, aby również one zostały rozstrzelane. Na oczach polskich woźniców zamordowano 8-letnią Stanisławę, 6-letnią Barbarę, 5-letniego Władysława, 4-letniego Franciszka, 3-letniego Antoniego i półtoraroczną Marię. W trakcie egzekucji okrucieństwem wyróżnił się Josef Kokott. Własnoręcznie zastrzelił troje bądź czworo dzieci, krzycząc przy tym do furmanów: „patrzcie jak giną polskie świnie, które przechowują Żydów”.
Po zakończeniu masakry Niemcy przystąpili do grabieży gospodarstwa Ulmów oraz przedmiotów należących do zamordowanych Żydów. Kokott zagarnął wtedy pudełko z kosztownościami znalezione przy zwłokach Gołdy Grünfeld. Rabunek przybrał takie rozmiary, że Dieken był zmuszony sprowadzić z Markowej dwie dodatkowe furmanki, aby pomieścić wszystkie zrabowane przedmioty i towary. Jednocześnie wezwał sołtysa Teofila Kielara, któremu polecił sprowadzić kilku mężczyzn i pogrzebać zwłoki zamordowanych. Gdy wstrząśnięty sołtys zapytał Diekena, dlaczego zamordowano również małe dzieci Ulmów, otrzymał odpowiedź: „żeby gromada nie miała z nimi kłopotu”. Podobne pytanie miał zadać jeden z żandarmów, Gustaw Unbehend, na co Dieken odparł: „Jestem komendantem i sam wiem, co robię” .
Na prośbę sprowadzonych Polaków, żandarmi zgodzili się pogrzebać Ulmów i Żydów w oddzielnych mogiłach. Akcję uwieńczyła libacja alkoholowa urządzona na miejscu masakry (w tym celu sołtys musiał dostarczyć Niemcom trzy litry wódki). Po jej zakończeniu żandarmi i granatowi policjanci powrócili do Łańcuta wraz z sześcioma furmankami pełnymi zrabowanych dóbr.

## Epilog
W meldunku komendanta miejscowego obwodu Ludowej Straży Bezpieczeństwa odnotowano, że masakra rodziny Ulmów „na ludności polskiej zrobiła bardzo przykre wrażenie”. Jehuda Erlich, który w czasie okupacji ukrywał się w okolicach Markowej, sporządził relację, w której znalazła się informacja, że zbrodnia do tego stopnia wstrząsnęła miejscową ludnością, iż w okolicach Markowej znaleziono później ciała 24 Żydów, których w obawie przed denuncjacją zamordowali polscy opiekunowie. Jego relacja cytowana jest m.in. w informacji na temat rodziny Ulmów, którą zamieszczono na stronie internetowej Instytutu Jad Waszem.
W 2011 roku Mateusz Szpytma, historyk IPN i badacz historii rodziny Ulmów, wyraził na łamach „Więzi” przypuszczenie, że zbrodnia, o której wspominał Erlich, mogła mieć miejsce w sąsiedniej Sieteszy – najprawdopodobniej na dwa lata przed śmiercią Ulmów. W opublikowanym trzy lata później artykule wskazywał z kolei, że żadna inna relacja czy dokument archiwalny nie potwierdzają, aby na polach w okolicach Markowej znaleziono zwłoki zamordowanych Żydów. Jednocześnie wyraził przypuszczenie, że Erlichowi mogła zlać się w jedną całość pamięć o egzekucji Ulmów oraz o obławach na ukrywających się Żydów, które w 1942 roku przeprowadzono w Markowej oraz w Sieteszy z udziałem miejscowych Polaków. O prawdziwości relacji Erlicha przekonani są natomiast Jan Grabowski i Dariusz Libionka.
Kilka dni po masakrze pięciu mężczyzn z Markowej rozkopało mogiłę Ulmów i mimo surowego zakazu Niemców umieściło zwłoki w czterech osobnych trumnach, które następnie pogrzebano obok domu. 11 stycznia 1945 roku, już po zakończeniu niemieckiej okupacji, szczątki Ulmów ekshumowano i pochowano na cmentarzu parafialnym w Markowej. Z kolei zwłoki zamordowanych Żydów zostały ekshumowane w lutym 1947 roku i przeniesione na Cmentarz Ofiar Hitleryzmu w Jagielle–Niechciałkach.
Co najmniej 21 Żydów przeżyło wojnę w Markowej, ukrywając się u polskich rodzin, przy czym nie wszyscy ocaleni byli mieszkańcami wsi.

## Odpowiedzialność sprawców
Wkrótce po wymordowaniu przez Niemców rodziny Ulmów i przechowywanych przez nią Żydów miejscowa komórka Ludowej Straży Bezpieczeństwa podjęła działania w celu zidentyfikowania denuncjatora. Jej dochodzenie miało wykazać, iż Ulmów zdradził Włodzimierz Leś. Posterunkowy nie dożył końca wojny. 10 września 1944 roku, kilka tygodni po wkroczeniu Armii Czerwonej do Łańcuta, został zastrzelony przez polskie podziemie. Niewykluczone, że stracono go z wyroku Cywilnego Sądu Specjalnego w Przemyślu, aczkolwiek nie zachowała się ani sentencja wyroku, ani jego uzasadnienie.
Za uczestnictwo w mordzie na rodzinie Ulmów i ukrywanych przez nich Żydach został osądzony jedynie żandarm Josef Kokott. W 1957 roku został aresztowany na terenie Czechosłowacji, a następnie poddany ekstradycji do Polski. Wyrokiem sądu wojewódzkiego w Rzeszowie z 30 sierpnia 1958 roku został skazany na karę śmierci. Rada Państwa PRL skorzystała jednak z prawa łaski i zamieniła karę na dożywotnie pozbawienie wolności, a następnie na 25 lat więzienia . Kokott zmarł w zakładzie karnym w Raciborzu  (według innych źródeł – w Bytomiu) w 1980 roku .
Dowódca ekspedycji karnej, porucznik Eilert Dieken, pracował po wojnie jako policjant w zachodnioniemieckim Esens. Prokuratura w Dortmundzie badała jego działalność w okupowanej Polsce w ramach śledztwa prowadzonego w sprawie zbrodni popełnionych w powiecie jarosławskim. Śledztwo zostało jednak umorzone w 1971 roku. Śledczy ustalili, że Dieken zmarł wiele lat wcześniej z przyczyn naturalnych (1960).
Erich Wilde zmarł w sierpniu 1944 roku. Michael Dziewulski uniknął po wojnie odpowiedzialności karnej.

## Upamiętnienie

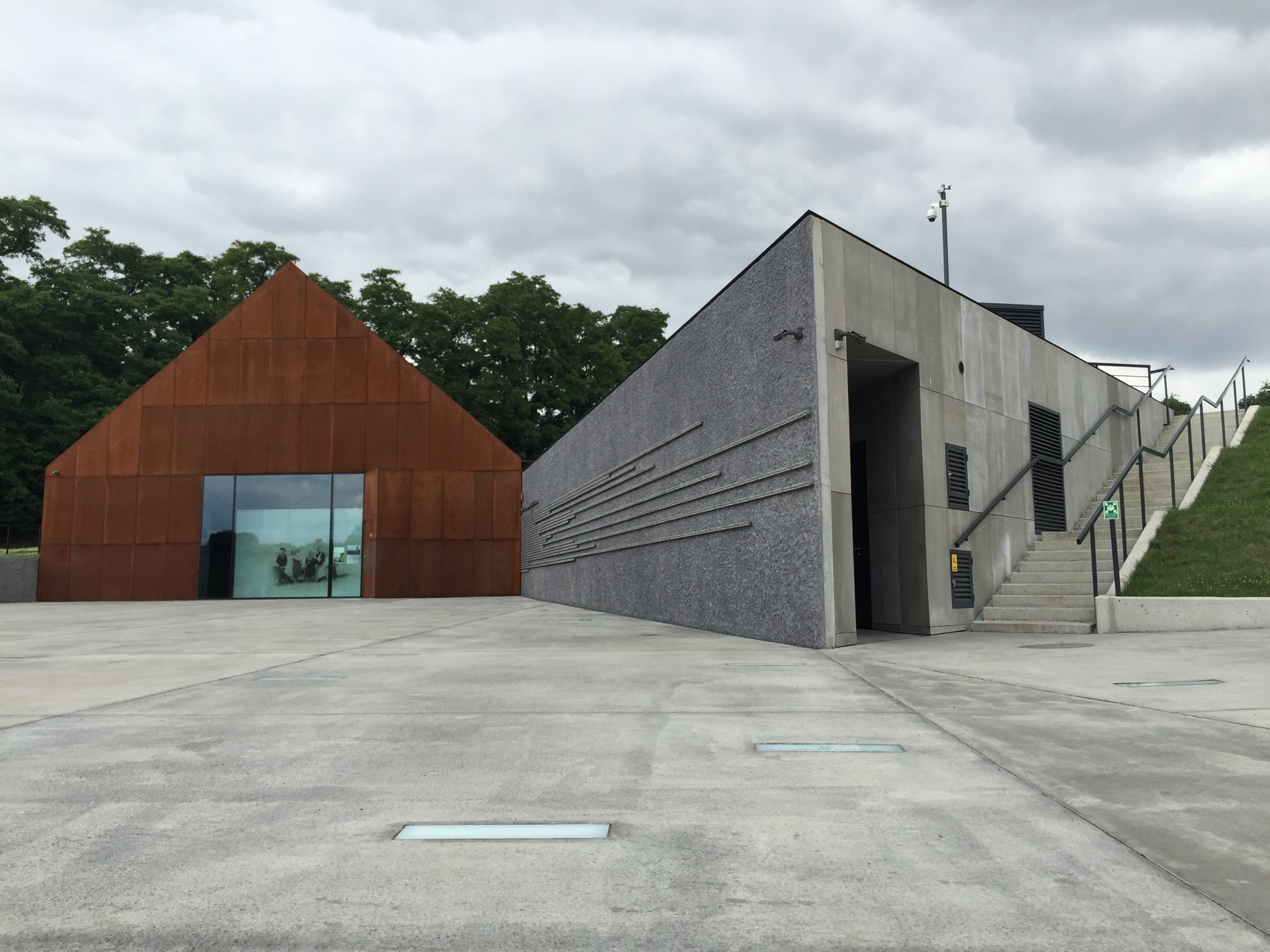
Muzeum Polaków Ratujących Żydów podczas II wojny światowej im. Rodziny Ulmów w Markowej

Zbrodnia w Markowej stała się symbolem martyrologii Polaków mordowanych przez Niemców za niesienie pomocy Żydom.
13 września 1995 roku małżeństwo Ulmów zostało pośmiertnie odznaczone medalem „Sprawiedliwy wśród Narodów Świata”. Postanowieniem prezydenta Lecha Kaczyńskiego z 25 stycznia 2010 roku nadano im pośmiertnie Krzyż Komandorski Orderu Odrodzenia Polski. 25 marca 2011 roku Sejm Rzeczypospolitej Polskiej uczcił 67. rocznicę śmierci rodziny Ulmów specjalną uchwałą.
17 września 2003 roku biskup pelpliński Jan Bernard Szlaga otworzył proces beatyfikacyjny 122 polskich ofiar niemieckiego nazizmu, wśród których znaleźli się Józef i Wiktoria Ulmowie, ich sześcioro dzieci oraz siódme nienarodzone. 20 lutego 2017 roku Kongregacja Spraw Kanonizacyjnych zezwoliła na wyłączenie procesu beatyfikacyjnego rodziny Ulmów ze sprawy drugiej grupy polskich męczenników i przejęcie jego prowadzenia przez archidiecezję przemyską. 17 grudnia 2022 roku papież Franciszek podpisał dekret uznający męczeństwo rodziny Ulmów, co otwarło drogę do ich beatyfikacji. Józef i Wiktora Ulmowie oraz ich siedmioro dzieci zostali beatyfikowani 10 września 2023 roku. Był to pierwszy przypadek beatyfikacji całej rodziny w historii Kościoła rzymskokatolickiego.
24 marca 2004 roku w Markowej odsłonięto pomnik poświęcony rodzinie Ulmów.
W 2007 roku narodziła się inicjatywa stworzenia w Markowej muzeum upamiętniającego Polaków niosących pomoc Żydom w czasie okupacji niemieckiej. Rok później sejmik województwa podkarpackiego podjął uchwałę w tej sprawie, a w listopadzie 2013 roku wmurowano kamień węgielny pod budowę muzeum. Oficjalne otwarcie Muzeum Polaków Ratujących Żydów podczas II wojny światowej im. Rodziny Ulmów w Markowej nastąpiło 17 marca 2016 roku.
W marcu 2012 roku Narodowy Bank Polski wprowadził do obiegu monety okolicznościowe upamiętniające trzy polskie rodziny zamordowane za pomoc Żydom: Ulmów z Markowej, Kowalskich ze Starego Ciepielowa, Baranków z Siedlisk.
Uchwałą Sejmu RP IX kadencji z 28 lipca 2023 zdecydowano o ustanowieniu roku 2024 „Rokiem Rodziny Ulmów”. 